# Пайекен, Фридрих
Фридрих Пайекен (5 марта 1855, Бремен — 8 ноября 1920) — германский писатель
 и коммерсант, автор произведений об американских индейцах для детей и юношества.

## Биография
Фридрих Пайекен родился в семье торговца, образование получил в торговом училище. В 1876 году был отправлен в качестве торгового представителя в Сьюдад-Боливар на Ориноко (Венесуэла), где прожил три года и часто путешествовал по сельской местности и подробно знакомился с жизнью проживавших в Боливии индейцев. Заинтересовавшись затем жизнью североамериканских индейцев, отправился в США, где два года прожил на ранчо Холлер у реки Брод в горах Бигхорн, установив с местными индейцами хорошие отношения и получив у них за желтоватый цвет кожи и хорошие охотничьи навыки прозвище Жёлтый Орёл. По возвращении в Бремен работал с 1883 по 1889 год торговым агентом и комиссионером, состоял членом ряда обществ. Хорошо играл на скрипке и был некоторое время дирижёром местного любительского оркестра. В 1889 году переехал в Гамбург и спустя год женился там на певице, примерно тогда же начав писать книги об индейцах. В 1897 году переехал в Берлин, где оставался до 1917 года, затем вернулся в Гамбург и прожил там до конца жизни.
За свою жизнь написал большое количество приключенческих романов, пользовавшихся большой популярностью у германского юношества рубежа веков (что в значительной степени влияло на скорость написания им новых книг); в них, частично основанных на его собственных приключениях в Америке, он пытался пересмотреть устоявшиеся представления об индейцах и их быте. Главные произведения: «Bob der Fallensteller» (1889); «Bob der Städtergründer» (1891); «Das Geheimniss der Karaiben» (1891); «Ein Held der Grenze» (1892); «Jim der Trapper» (1892); «Im wilden. Westen u. drei andere Erzählungen aus Nord- und Südamerika» (1891); «Bob der Millioner» (1893); «Das Vermächtniss des Invaliden» (1893); «Andrew Brown der rote Spion» (1894); «Mitaha-sa das Pulvergesicht» (1895); «Aus dem wilden Westen Nordamerikas» (1891—1894). Некоторые из его романов были переведены на русский язык. Ныне, однако, большинство его произведений забыто. Помимо собственных, подготавливал обработки для юношества романов Габриэля Ферри, Томаса Майн Рида, Даниэля Дефо и других авторов.